# Гитлер, Наталья
Наталья Евгения Гитлер (порт. Natalia Eugenia Guitler род. 4 июня 1987, Рио-де-Жанейро, Бразилия) — бывшая профессиональная теннисистка из Бразилии, футболистка-фристайлер, игрок в футволей, игрок в текбол, бизнесмен и цифровой инфлюенсер. Она известна своим великолепным мастерством владения мячом.

## Биография
Гитлер родилась в Рио-де-Жанейро, Бразилия. Её семья родом из Аргентины, откуда её родители эмигрировали в 1980 году. Она четвёртая дочь Леонор Розы Маман и Сезара Альберто Гитлера. У неё есть три старших брата: Гастон, Фелипе и Лукас Гитлеры.

## Карьера

### Теннис
В четыре года, Гитлер начала играть в теннис, из-за чего вернулась в Аргентину на пять лет. 6 июля 2009 года она достигла своего наивысшего рейтинга WTA в одиночном разряде 454, а её лучший рейтинг в парном разряде был 461 2 ноября 2009 года. Гитлер выиграла один одиночный и четыре парных титула на ITF Circuit. Она ушла из профессионального тенниса в конце 2009 года.

### Текбол
Гитлер начала играть в текбол после тенниса. В 2018 году её партнер Маркос Виейра да Силва занял четвёртое место в парном разряде. В следующем году они стали чемпионами в Будапеште.
Наталья добилась национальной и международной известности, показав все свои достижения в матчах по футволею и футмесе против таких известных спортсменов, как Неймар и Роналдиньо.
Благодаря своему таланту она подписала соглашение с компанией adidas, представляя бренд в качестве посла женского футбола, а также с компанией mikasa, подписав контракт на её официальный мяч для волейбола.

### Футбол
Гитлер представляла Бразилию по футболу на Маккабиаде 2017, забивая голы за команду во время турнира.

## ITF Circuit финал
| $10,000 турниры |

### Одиночный (1-2)
| Результат | № | Дата             | Локация             | Поверхность | Противник              | Счет          |
| --------- | - | ---------------- | ------------------- | ----------- | ---------------------- | ------------- |
| Пожарение | 1 | 14 сентября 2008 | Сантус, Бразилия    | Глина       | Эрменежильду, Фернанда | 3-6, 4-6      |
| Победа    | 1 | 7 декабря 2008   | Форталеза, Бразилия | Глина       | Росси, Наталия         | 3-6, 6-3, 6-2 |
| Поражение | 2 | 30 августа 2010  | Barueri, Бразилия   | Твёдрая     | Ору, Майлен            | 4-6, 2-6      |

### Парный (4-4)
| Outcome   | No. | Date             | Location                | Surface | Partner               | Opponents                                | Score               |
| --------- | --- | ---------------- | ----------------------- | ------- | --------------------- | ---------------------------------------- | ------------------- |
| Поражение | 1   | 4 мая 2008       | Бель-Виль, Аргентина    | Глина   | Кортез, Жоана         | Буа, Татьяна Кастибланко, Карен          | 4-6, 6-1, [7-10]    |
| Победа    | 1   | 25 мая 2008      | Манагуа, Никарагуа      | Твёдрая | Росси, Наталия        | Карсон, Кит Монтейро, Николь             | 3-6, 7-6(2), [11-9] |
| Поражение | 2   | 27 июля 2008     | Бразилиа, Бразилия      | Глина   | Бельтрами, Карла      | Кьяпарини, Фабиана Тиэн, Карла           | 5-7, 6-4, [11-13]   |
| Победа    | 2   | 14 сентября 2008 | Сантус, Бразилия        | Глина   | Кортез, Жоана         | Дуарте, Ана-Клара Эрменежильду, Фернанда | 6-1, 6-3            |
| Поражение | 3   | 9 ноябрь 2008    | Асунсьон, Парагваи      | Глина   | Росси, Наталия        | Кастибланко, Карен Йорио, Эмилия         | 5-7, 4-6            |
| Победа    | 3   | 7 декабрь 2008   | Форталеза, Бразилия     | Твёдрая | Тиэн, Карла           | Найденова, Александрина Росси, Наталия   | 7-6(5), 6-1         |
| Поражение | 4   | 5 апрель 2009    | Лима, Перу              | Глина   | Ботто, Бьянка         | Бельтрами, Карла Иригойен, Мария         | 6-4, 3-6, [5-10]    |
| Победа    | 4   | 27 сентябрь 2009 | Сьюдад-Обрегон, Мексика | Твёдрая | Кох Бенвенуто, Андреа | Хэмптон, Джейми Джонс, Витни             | 7-6(6), 6-4         |